# Hermann Schwerdtfeger (Journalist)
Hermann Schwerdtfeger (* 18. Oktober 1903 in Stuttgart; † 27. November 1988) war ein deutscher Journalist und Verleger. Er war von 1946 bis 1971 erster Chefredakteur der in Heilbronn erscheinenden Tageszeitung Heilbronner Stimme und zusammen mit Paul Distelbarth auch ihr Gründungsverleger.

## Leben
Schwerdtfeger kam aus Stuttgart 1929 nach Schwäbisch Hall zum Haller Tagblatt, dessen alleiniger Redakteur er in den nächsten Jahren war. Nach der sogenannten „Machtergreifung“ der Nationalsozialisten wurde er im Mai 1933 aus politischen Gründen entlassen und zog sich mit seiner Frau in den zu Abstatt (Landkreis Heilbronn) gehörenden Weiler Vohenlohe zurück, wo er bis 1946 vom Obst- und Gemüseanbau lebte und eine große Imkerei aufbaute.
Als die amerikanische Militärregierung 1946 nach Lizenzträgern für eine neue Heilbronner Lizenzzeitung suchte, schlug ihnen Fritz Ulrich Schwerdtfeger vor. Zusammen mit Paul Distelbarth, den er vorher nicht kannte, erhielt er die Lizenz zur Herausgabe einer Zeitung und wurde so zum Mitbegründer der Heilbronner Stimme, die am 28. März 1946 erstmals erschien. Während Distelbarth sich hauptsächlich um die kaufmännische Seite kümmerte, wurde Schwerdtfeger zum ersten Chefredakteur der neuen Zeitung und blieb es bis zum 28. März 1971. Schwerdtfegers Nachfolger als Chefredakteur wurde sein langjähriger Stellvertreter Karl Hohmann, während Schwerdtfeger in der Folge als Herausgeber der Zeitung fungierte.
Als überzeugter Demokrat und Republikaner duldete der Chefredakteur Schwerdtfeger beispielsweise das Wort Prinz nur als Eigennamen (wie beim NSU Prinz) in seiner Zeitung, während sonst stattdessen die Bezeichnung Königssohn zu verwenden war. In seinen Leitartikeln kämpfte er für Freiheit, Frieden, Menschlichkeit und Toleranz sowie gegen Kollektivismus und die Allmacht und Übermacht des Staates. „Schönschwätzerei“ war ihm ein Gräuel. Er lebte Sparsamkeit und Bescheidenheit vor und warnte vor den Gefahren einer Überflussgesellschaft. Zeitlebens setzte er sich intensiv mit Schopenhauer und der östlichen Philosophie auseinander und widmete sich im Ruhestand ganz den philosophischen Studien und dem Nachdenken über den Sinn der Welt. Als Herausgeber verfasste er jedes Jahr Weihnachtsbetrachtungen, die die Titelseite der Weihnachtsausgabe der Heilbronner Stimme einnahmen. Im Lauf der Jahre erschienen auch mehrere Sammelwerke mit Betrachtungen und Essays Schwerdtfegers.
Schwerdtfeger lebte in Heilbronn, war verheiratet und hatte eine Tochter (* 1943) und einen Sohn (* 1945). Er starb im Alter von 85 Jahren und wurde am 1. Dezember 1988 im engsten Familienkreis in Heilbronn feuerbestattet.

## Werke
- Einsichten für Einsichtige, [1970][3]
- Vom Hintergrund der Dinge, [1973][4]
- Von der Hydra Welt, 1985[5]